# Мес (футбольный клуб)
«Мес» (перс. باشگاه فوتبال مس کرمان‎) — иранский футбольный клуб из Кермана, основанный в декабре 1998 года. Команда играет в чемпионате Ирана по футболу.

## Достижения
Чемпионат Ирана: 3-е место (2008/09).

## Международные соревнования
В 2010 году клуб участвовал в Лига чемпионов АФК, проиграв в первом раунде плей-офф.